# Mark Davis (baloncestista de 1963)
Mark Giles Davis (Norfolk, Virginia, 8 de junio de 1963) es un exjugador de baloncesto estadounidense. Con 1,97 metros de altura, jugaba de alero. Es padre del también jugador de baloncesto Johnny Davis, elegido en la décima posición del Draft 2022 por Washington Wizards.

## Trayectoria

### Universidad
Tras pasar por el instituto Great Bridge en Chesapeake (Virginia), juega durante cuatro años para los Monarchs de la Universidad de Old Dominion.

### Profesional
Es elegido por Cleveland Cavaliers en el draft de la NBA de 1985, teniendo una breve carrera en la NBA. 
Su carrera deportiva transcurriría en ligas menores de Estados Unidos, y diversas ligas europea, finalizando su carrera en ligas de poco potencial como la liga suiza, argentina y japonesa. 
Especialmente recordado es su paso por el Club Baloncesto Zaragoza durante dos temporadas, donde ganó una final de la Copa del Rey del año 1990, anotando 44 puntos y siendo designado MVP del torneo.
Se alzó con la victoria en los dos concursos de triples que disputó en la liga ACB (1989 y 1990).